# 梅列区
梅列区是福建省三明市曾下辖的市辖区。面积352平方千米，人口13万。2021年2月，梅列区、三元区合并为新的三元区。

## 行政区划
2021年撤销前，梅列区下辖3个街道办事处、2个镇和1个经济技术开发区：
列东街道、列西街道、徐碧街道、陈大镇、洋溪镇和福建梅列经济技术开发区。